# Кубок президента России по тяжёлой атлетике
Ку́бок Президе́нта Росси́йской Федера́ции по тяжёлой атле́тике — международный турнир тяжелоатлетических сборных команд. Организаторами соревнований являются Минспорта России и Федерация тяжёлой атлетики России. Состязания проводятся с 2011 года.

## Кубок
Кубок был учреждён распоряжением Д. А. Медведева от 3 февраля 2011 года. Кубок является переходящим и вручается команде-победительнице в общекомандном зачёте турнира. Уменьшенные копии кубка вручаются спортсменам-победителям в каждой весовой категории.
Сам кубок представляет собой скульптурной изображение атлета в коленопреклонённой позе, держащего на своих плечах диск от штанги.

## Регламент соревнований
Соревнования проводятся в формате лично-командных, в весовых категориях, установленных ИВФ. Участники соревнуются в тяжёлоатлетическом двоеборье. Очки начисляются за рывок, толчок и сумму упражнений. Места спортсменов распределяются на основе очков за сумму упражнений, команд — по сумме очков набранных мужчинами и женщинами.

## 2011
Первый розыгрыш кубка прошёл с 16 по 18 декабря 2011 года в спортивном комплексе Светланы Хоркиной (БелГУ, Белгород). Соревнования являются этапом в индивидуальной квалификации спортсменов на Олимпийские игры 2012 года в Лондоне. Турнир стал первым соревнованием международного уровня, прошедшем в России после «Кубка Дружбы» 1991 года.
Соревнования проходят в пяти весовых категориях (94 кг, 105 кг и свыше 105 кг у мужчин; 75 кг и свыше 75 кг — у женщин), в них выступают команды из 15 стран.
Атлетами были установлены четыре мировых рекорда:
- 238 кг в толчке — Давидом Беджаняном в весовой категории до 105 кг;
- 135 кг в рывке и 296 кг в сумме двоеборья — Натальей Заболотной в весовой категории до 75 кг[4];
- 148 кг в рывке — Татьяной Кашириной в весовой категории свыше 75 кг[5].

Спортсменам, занявшим подиум, будут выплачены денежные премии, также премией будет награждён любой атлет, установивший новый мировой рекорд.

### Медалисты
Мужчины
| Упражнение   | 1е место          | 1е место | 2е место         | 2е место | 3е место          | 3е место |
| до 94 кг     | до 94 кг          | до 94 кг | до 94 кг         | до 94 кг | до 94 кг          | до 94 кг |
| ------------ | ----------------- | -------- | ---------------- | -------- | ----------------- | -------- |
| Рывок        | Ауримас Дидзбалис | 177      | Александр Иванов | 176      | Алексей Косов     | 174      |
| Толчок       | Андрей Деманов    | 217      | Александр Иванов | 210      | Ауримас Дидзбалис | 208      |
| Сумма        | Андрей Деманов    | 387      | Александр Иванов | 386      | Ауримас Дидзбалис | 385      |
| до 105 кг    |                   |          |                  |          |                   |          |
| Рывок        | Геннадий Муратов  | 185      | Давид Беджанян   | 183      | Тимур Наниев      | 179      |
| Толчок       | Давид Беджанян    | 238 WR   | Максим Шейко     | 222      | Геннадий Муратов  | 221      |
| Сумма        | Давид Беджанян    | 421      | Геннадий Муратов | 406      | Максим Шейко      | 400      |
| свыше 105 кг |                   |          |                  |          |                   |          |
| Рывок        | Руслан Албегов    | 195      | Чингиз Могушков  | 190      | Петер Надь        | 187      |
| Толчок       | Руслан Албегов    | 240      | Чингиз Могушков  | 221      | Петер Надь        | 221      |
| Сумма        | Руслан Албегов    | 435      | Чингиз Могушков  | 411      | Петер Надь        | 408      |

Женщины
| Упражнение  | 1е место           | 1е место | 2е место          | 2е место | 3е место             | 3е место |
| до 75 кг    | до 75 кг           | до 75 кг | до 75 кг          | до 75 кг | до 75 кг             | до 75 кг |
| ----------- | ------------------ | -------- | ----------------- | -------- | -------------------- | -------- |
| Рывок       | Наталья Заболотная | 135 WR   | Лидия Валентин    | 115      | Надежда Евстюхина    | 110      |
| Толчок      | Наталья Заболотная | 161      | Надежда Евстюхина | 145      | Лидия Валентин       | 140      |
| Сумма       | Наталья Заболотная | 296 WR   | Надежда Евстюхина | 255      | Лидия Валентин       | 255      |
| свыше 75 кг |                    |          |                   |          |                      |          |
| Рывок       | Татьяна Каширина   | 148 WR   | Ольга Коробка     | 120      | Праеонапа Хенджантук | 109      |
| Толчок      | Татьяна Каширина   | 175      | Ольга Коробка     | 146      | Праеонапа Хенджантук | 145      |
| Сумма       | Татьяна Каширина   | 323      | Ольга Коробка     | 266      | Праеонапа Хенджантук | 254      |

## 2014 год
В городе Ноябрьск (Ямало-Ненецкий автономный округ) в Спортивно-оздоровительном комплексе «Зенит» c 6 по 7 сентября состоялся 4-й Международный турнир на Кубок Президента Российской Федерации по тяжёлой атлетике, в котором состязались спортсмены из 15-ти стран мира Сербии, Венгрии, Латвии, Китая, Польши, Греции, США, Колумбии, Армении, Египта, Турции, Узбекистана, Румынии, Финляндии и России. Турнир представляет собой Grand — Prix Международной Федерации тяжёлой атлетики и является квалификационным к Олимпийским играм в г. Рио-Де-Жанейро (Бразилия) в 2016 году. Соревнования проводились в следующих весовых категориях: мужчины 94 кг, 105 кг, +105 кг и женщины 75 кг, +75 кг.

## 2015 год
Кубок Президента Российской Федерации по тяжёлой атлетике 2015 года прошёл в Грозном 12-13 декабря. В 2015 году Кубок получил квалификационный статус на Олимпийские игры. Кубок разыгрывался среди штангистов тяжёлых весовых категорий — женщины до и свыше 75 кг, мужчины до 94 кг, до и свыше 105 кг. В соревнованиях приняли участие спортсмены из 20 стран. Такого количества участников не было ни на одном из ранее проведенных Кубков Президента РФ.